# Björkö, Karelska näset
Björkö (ryska: Приморск, Primorsk; finska: Koivisto) är en ort i Ryssland, Viborgs rajon, Leningrad oblast. Befolkningen uppgår till cirka 6 000 invånare. Björkö var tidigare en finländsk ö, kommun och köping,  som överläts till Sovjetunionen i Parisfreden 1947. Sedan Sovjetunionen upplöstes 1991 är det en stad i Ryssland.
Björkö kommun som låg vid Finska viken cirka 50 kilometer söder om Viborg och 100 kilometer från dåvarande ryska gränsen vid Systerbäck, bestod av en 39 kilometer lång udde i riktning nordväst mot Viborgska viken och en 27 kilometer lång räcka öar parallellt med udden, av vilka Björkö med byn Saarenpää var den största, Tiurinsaari och Piisaari något mindre. Kommunen omfattade 27 byar, 15 på fastlandet och 12 på öarna. Kyrkbyn på fastlandssidan av Björkösund tillsammans med den närbelägna byn Kotterlahti blev köpingen Björkö 1927.
Landskapet är rätt låglänt, med talrika moränåsar, myrar, sumpmarker och träsk. Stränderna är dels steniga och dels fina sandstränder med vandrande dyner.

## Historia
Man har anledning att anta att vikingar i österled gärna tog iland i det skyddade sundet. Från 1200-talet finns det belägg för att där fanns fast bosättning. Björkö nämns redan på medeltiden som en god och skyddad hamn, och från 1268 finns ett skriftligt kontrakt mellan Hansan och köpmän i Novgorod där Björkö finns omnämnt. Ett kapell under Viborgs församling nämns 1548, och 1575 grundas Björkö församling. Liksom största delen av Viborgs omgivningar hörde Björkö till Ryssland från freden i Nystad 1721, men återgick i Storfurstendömet Finland från 1812. Kommunal administration grundlades 1869 och ett år senare startades folkskolan.

### Näringsliv
Jordbruksmarkerna var små och spridda, så övriga inkomster var välkomna. Därför blev samhället tidigt känt som en framstående sjöfartskommun, och mycket fiske bedrevs också vid sidan av mer landsbetonade näringar. Sjöfart och skeppsbygge blev kommunens viktigaste näringar och vid sekelskiftet kring 1900 var andelen av befolkningen sysselsatt i bondeseglationen större än i någon annan landskommun i Finland. En sjömansskola var verksam 1907 - 1918, och 1922 övergick den i läroverk.

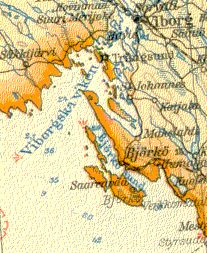
Karta över Björkö med omgivningar från 1926

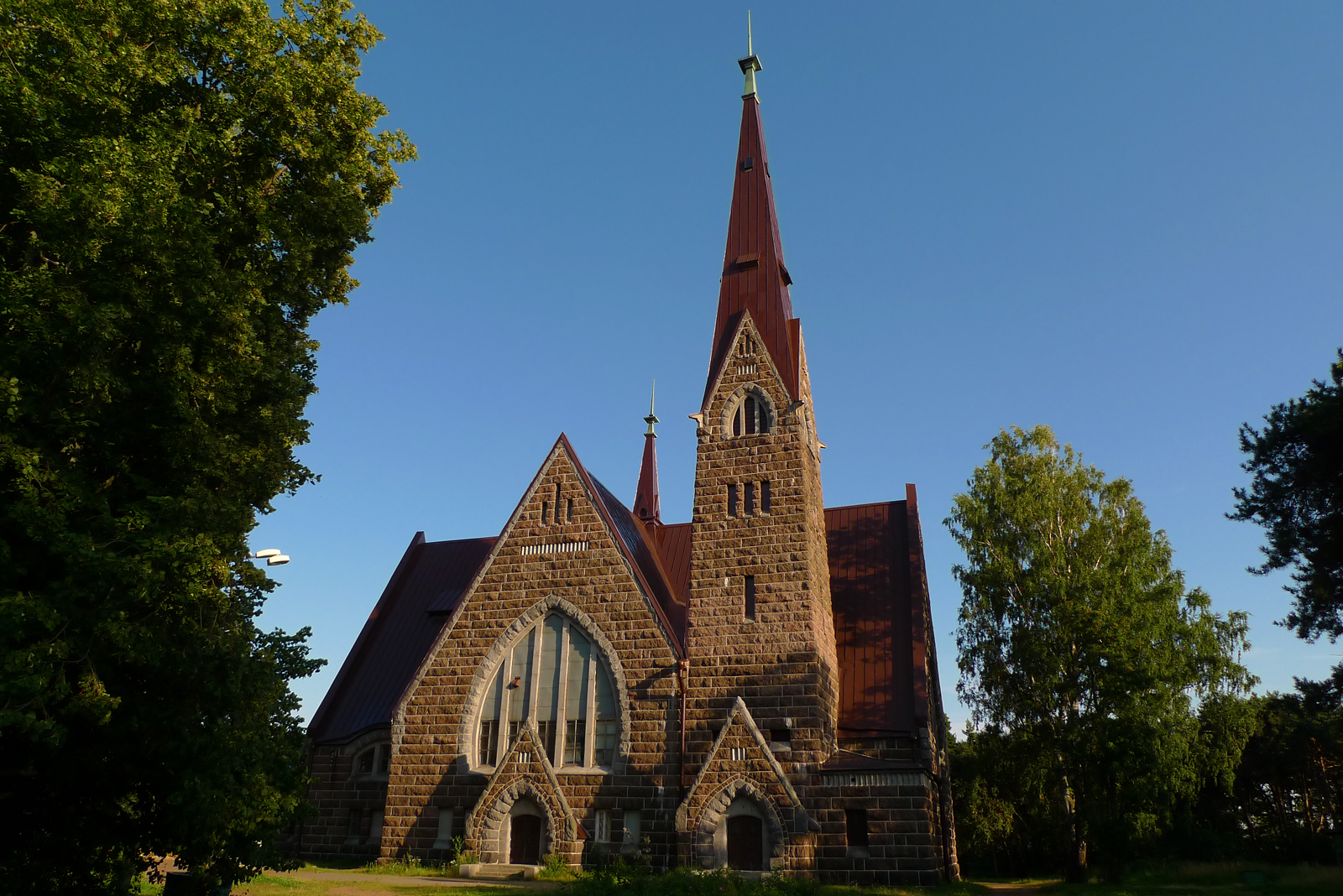
Björkö kyrka 2009

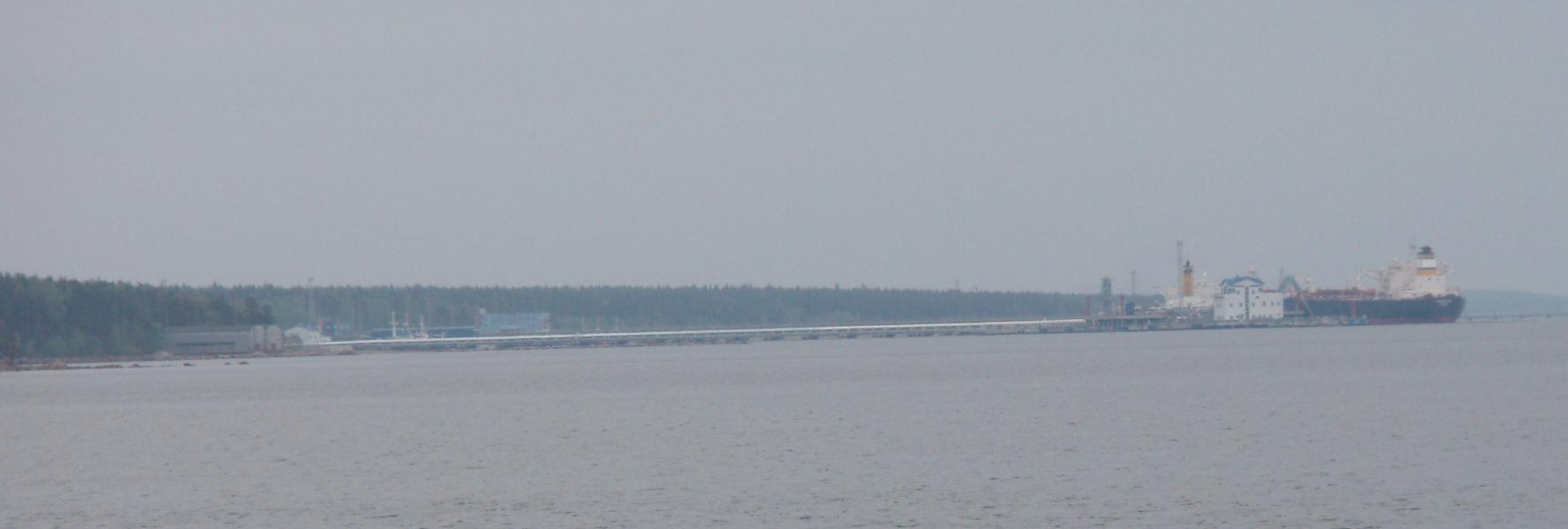
Den nya oljehamnen

1916 byggdes järnväg till grannstaden Terijoki och 1925 förbands den med Viborg åt andra hållet. År 1928 startade bussföretaget Koiviston Auto, som efter den sovjetiska ockupationen under andra världskriget flyttade till Lahtis i Finland och så småningom blev Finlands största busskoncern.
Bondeseglationen minskade i och med att Sankt Petersburg blev bakom järnridån 1918. Därför byggdes en större hamn som snart var i intensiv användning. Näringslivet utökades med lagerbyggnader och sågverk, småindustri (bland annat en fiskproduktsfabrik) och allehanda affärsverksamhet. Ett badhotell uppfördes och flera små pensionat verkade på orten.

### Andra världskriget
Hamnen var 9m djup och tack vare havsströmmarna en av de hamnar som i området som länge var isfri. Ändå hade de flesta egna skutorna uppsökt vinterhamn i hemvikarna vid krigsutbrottet 1939. De blev därför krigsbyte till Ryssland. Ännu under några år kring 1942 - 1943 återvände delar av befolkningen, och några skutor torde ännu ha byggts under den tiden, men vid vapenstilleståndet 1944 övertog Sovjetunionen slutligen staden.

### Björkö kyrkas öden
1902 - 1904 byggdes i Björkö en ny kyrka efter ritningar och under ledning av arkitekten Josef Stenbäck, då den gamla träkyrkan hade förfallit. Den byggdes i nationalromantisk stil av rödgranit från det närbelägna Vederlax. Kyrksalen rymde 1 800 besökare. En ståtlig orgel med 31 register beställdes från Kangasala orgelbyggeri och arkitekten planerade dekorationerna på piporna. Orgeln kallades för Kejsarorgeln, för tsar Nikolai II hade skänkt pengar, som tack för en lyckad jakttur i trakten. Bakom altaret fanns ett 40 m² stort fönster, som fick en glasmålning 1928 gjord av konstnären Lennart Segerstråle, föreställande Kristus omgiven av tjänande änglar.
Då ortsborna återkom efter vinterkriget hade kyrkan använts som biografsalong. Kopparn i orgelpiporna hade "återanvänts" och projektorrummet byggts i dess ställe. Mörkläggning hade åstadkommits med att tjära över glasmålningarna. Kryptan hade tjänat som stall. Under fortsättningskriget klarade sig kyrkbyggnaden mer eller mindre oskadd, men den gamla klockstapeln brann ner. Den stora glasmålningen träffades dock av direkt kanoneld och förstördes, liksom största delen av inredningen samtidigt.

## Nutid
I början av 2000-talet byggdes i staden en stor oljehamn, och man kan i Finska viken dagligen se stora tankfartyg stäva i rad mot Björkö hamn. Sedan 2001 utmynnar Transnefts stora pipeline Baltic pipeline systems i hamnen, där fyra supertankers av den största typ som kan gå in i Östersjön, samtidigt kan ligga och lasta olja som kommer genom den väldiga rörledningen från Sibirien via Jaroslavl.
Öarna utanför är förklarade fågelskyddsområde i enlighet med Ramsarkonventionen för våtmarksbevaring under det ryska namnet Берёзовые острова, Berezovie ostrova, "Björköarna".